# 더 럼블 피시
《더 럼블 피시》는 딤프스가 제작한 2004년 아케이드 대전 격투 게임이다. 사미의 아토미스웨이브 기판으로 개발됐다.
무대는 먼 미래에 자연재해로 파괴된 한 나라로, 이 국가를 재건하는 기업체 프로브 넥서스가 운영하는 '파이트 포 서바이벌'이라는 격투대회에 참가하는 인물들의 이야기를 그렸다. 《더 럼블 피시》는 약공격에서 강공격으로 쉽게 콤보가 이어지는 시스템을 차용했으며, 플레이어에 행동에 따라 별도로 충전되는 '디펜스 게이지', '오펜스 게이지' 두 개의 게이지를 이용해 다양한 기술을 사용할 수 있다. 2D 그래픽을 사용하나 캐릭터의 팔다리가 별도로 유동성있게 움직이는 그래픽 엔진을 사용하며, 대전 도중 피해를 입을수록 복장이 헤어지고 파괴되는 특징이 있다.
아케이드 판 출시 후 일본에서 플레이스테이션 2 이식판이 출시됐다. 2005년 후속작 《더 럼블 피시 2》가 제작돼 발매됐다.

## 출시
2020년, 드림캐스트로 비공식 이식판이 제작돼 공개됐다.

## 참조

### 내용주
1. ↑  영어: The Rumble Fish, 일본어: ザ・ランブルフィッシュ